# 天棚機姫神
天棚機姫神(あめたなばたひめ)は日本神話に登場する女神である。天八千千比売命や天衣織女命という別名がある。また機織の神であることから栲幡千千姫命と同一神という説がある。

## 概要
古語拾遺に登場する。天照大御神が天岩戸から誘い出すために、神衣和衣を織ったとされている。天羽槌雄神と共に機織の神として知られている。天棚機姫神は、天八千千比売命の母神であるという説があり、神道五部書の一つの倭姫命世記には、天八千千比売命は天棚機姫神の孫とされている。また、茨城県神社誌では天速玉姫神の母神とされている。

## 祀られている神社
- 本宮倭文神社（山梨県韮崎市穂坂町字柳平3195番地）[2]
- 倭文神社（降宮大明神、穂坂総社。山梨県韮崎市穂坂町字宮久保6051番地）[3][4]

- 初生衣神社（静岡県浜松市浜名区三ケ日町岡本698番地）
- 濱名惣社神明宮（静岡県浜松市浜名区三ヶ日町三ヶ日122番地）
- 多奈波太神社（愛知県名古屋市北区金城四丁目13番16号）
- 機殿神社（三重県松阪市大垣内町 / 井口中町）

- 松阪神社（三重県松阪市殿町）
- 機物神社（大阪府交野市倉治）

## 天棚機姫神が登場する作品

### 小説
- 浅葉なつ「神様の御用人」[5]